# Danh sách đĩa đơn quán quân năm 1953 (Mỹ)
Đây là danh sách đĩa đơn đứng đầu của Hoa Kỳ trong năm 1953, được xuất bản trong tạp chí âm nhạc Billboard dựa trên số lượng bán ra tại các cửa hàng:
| Đĩa đơn |
| --- |
| - Jimmy Boyd - I Saw Mommy Kissing Santa Claus - 2 Tuần (27.12.1952- 9.1) - Perry Como - Don't Let The Stars Get In Your Eyes - 5 Tuần (10.1 - 13.2) - Teresa Brewer - Till I Waltz Again With You - 5 Tuần (14.2 - 20.3) - Patti Page - The Doggie In The Window - 8 Tuần (21.3 - 15.5) - Percy Faith & his Orchestra - Song From "Moulin Rouge" - 10 Tuần (16.5 - 24.7) - Eddie Fisher - I'M Walking Behind You - 2 Tuần (25.7 - 7.8) - Les Paul & Mary Ford - Vaya Con Dios - 9 Tuần (8.8 - 9.10) - Stan Freberg - St. George And The Dragonet - 4 Tuần (10.10 - 6.11) - Les Paul & Mary Ford - Vaya Con Dios - 2 Tuần (7.11 - 20.11) - Tony Bennett - Rags To Riches - 6 Tuần (21.11 - 1.1.1954) |